# Cosmología de Arda
El escritor británico J. R. R. Tolkien desarrolló una completa cosmología de Arda para completar la ambientación de su mundo ficticio. En Arda se pueden distinguir varios tipos de objetos celestes: estrellas, constelaciones (es decir, agrupaciones de estrellas), planetas, el Sol, la Luna y otros objetos y conceptos relativos a los astros. Estos objetos celestes son análogos a los terrestres, pero con distinto nombre y mitología asociada.se envento una nueva estrella en la contelación medida 1.1[estrella gildardo]agrupación venus

## Estrellas
- Morwinyon, estrella Arturo en la constelación del Boyero.
- Borgil, ya sea la estrella Aldebarán en Tauro o Betelgeuse en Orión (aunque es más probable que sea la primera, por la lógica en la que se presentan en el libro El Señor de los Anillos).
- Helluin (hielo azul en élfico), estrella Sirio en la constelación del Can Mayor.
- Luinil (brillo azul en élfico), probablemente la estrella Vega en la constelación de la Lira o el planeta Urano (aunque es poco probable que lo sea por razones de visibilidad).
- Nénar, probablemente la estrella Vega, Sirio, o el planeta Neptuno (aunque por razones de visibilidad es poco probable que lo sea).
- Til, probablemente una estrella en la constelación del Can Mayor.

## Agrupaciones de estrellas
- Menelvagor en sindarin o Menélmacar en quenya (ambos significando ‘espadachín del cielo’): la constelación de Orión.
- Valacirca (‘la hoz de los valar’ en quenya): el asterismo de El Carro en la constelación de la Osa Mayor.
- Corona de Durin: probablemente la constelación de la Corona Boreal, o Cefeo, aunque es poco probable por la cantidad de estrellas. Identificada como la corona del rey enano Durin I.
- Wilwarin (‘mariposa’ en élfico): probablemente la constelación de Casiopea.
- Soronúmë (‘águila del Oeste’ en quenya): probablemente la constelación del Águila o la Lira.
- Telumendil: probablemente la constelación Tauro o la de Géminis.
- Anarríma: probablemente la constelación de Auriga, o de forma muy poco probable la Corona Boreal.
- Remmirath: las Pléyades (M45), en la constelación de Tauro.
- Eksiqilta: las tres estrellas que forman el cinturón de la constelación de Orión.

## Planetas
- Elemmíre, probablemente sea el planeta Mercurio.
- Eärendil, el planeta Venus.
- Carnil (brillo rojo en élfico), el planeta Marte.
- Alcarinquë, el planeta Júpiter.
- Lumbar, probablemente sea el planeta Saturno.
- Luinil, estrella Vega en la constelación de la Lira o el planeta Urano (aunque es poco probable que lo sea por razones de visibilidad).
- Nénar, estrella Vega o Sirio, o planeta Neptuno (aunque por razones de visibilidad es poco probable que lo sea).

## La Luna y el Sol
- Ithil (en sindarin) o Isil (en quenya), que significan «la Refulgente», nombre dado a la Luna.
- Anar (en quenya) o Anor (en sindarin), nombre dado al Sol.

## Otros conceptos relativos a los astros
- Ilmen, región de Arda donde se encuentran los astros.
- Anglachel, espada negra que perteneció a Túrin con el nombre de Gurthang (hierro de la muerte), se decía que, junto otra espada que Eöl tenía (y que este regaló al rey Thingol de los sindar), fueron forjadas por Eöl el elfo oscuro con hierro caído del cielo (es decir, un meteorito).
- Tar-Meneldur, quinto rey de Númenor famoso porque se dedicó a la astronomía (meneldur significa que ama el cielo).
- raíz Ithil e Isil (que se derivan del nombre de la Luna) en nombres de regiones y personas (como Ithilien, Isildur, Minas Ithil, ithildin, etc.)
- raíz Anor y Anar (que se derivan del nombre del Sol) en nombres de regiones y personas (como Anórien, Anárion, Minas Anor, etc.)
- raíz el (que proviene de la palabra quenya ellen que significa estrella) en nombres (como Elrond que significa Bóveda de las estrellas, Elwing que significa Rocío de estrellas, etc.)
- raíz gil (que proviene de la palabra sindarin gil que significa estrella) en nombres (como Gilraen madre de Aragorn que significa Estrella vagabunda, Gil-Galad que significa Estrella resplandeciente, etc.)
- Otros nombres (como Arwen llamada Undómiel que significa Estrella del Crepúsculo)

- Datos: Q774945